# Żukowski (nazwisko)
Żukowski – polskie oraz rosyjskie nazwisko

## Demografia
Zgodnie z serwisem heraldycznym  nazwiskiem tym w Polsce na początku lat 90. XX w. pod względem liczby osób o danym nazwisku zarejestrowanych w bazie PESEL posługiwało się 14 508 osób.

## Osoby o tym nazwisku
- Marek Zenon Żukowski (ur. 1959) − profesor nadzwyczajny WSIZiA w Warszawie
- Stanisław Żukowski (1905-1979) − żołnierz Armii Krajowej, komendant Obwodu Wysokie Mazowieckie AK
- Sylwester Konstantinowicz Żukowski, Silvestras Žukauskas (1860-1937) − litewski generał (Imperium Rosyjskiego, później Litwy),naczelny wódz Litwy
- Tomasz Żukowski (ur. 1957) − politolog i socjolog